# Sinuhe der Ägypter (Film)
Sinuhe der Ägypter (Originaltitel: The Egyptian) ist ein Monumentalfilm des US-amerikanischen Regisseurs Michael Curtiz nach dem 1945 erstmals veröffentlichten Roman Sinuhe der Ägypter (Sinuhe Egyptiläinen) von Mika Waltari.

## Inhalt
Der Film erzählt die Lebensgeschichte des ägyptischen Arztes Sinuhe, der es schafft, aus ärmlichen Verhältnissen bis zum Leibarzt des Pharaos Echnaton aufzusteigen. 
Sinuhe wird als Säugling ausgesetzt und von seinen späteren Pflegeeltern, einem Arzt und seiner Frau, aufgefunden. Er ist der Halbbruder des Kronprinzen, was zunächst niemand ahnt. Von seinem Stiefvater lernt er den Arztberuf und macht sich selbstständig. Auf der Suche nach Patienten schließt sich ihm der mittellose Kafta als sein Famulus an. Nachdem der Pharao gestorben ist, retten Sinuhe und sein Freund Haremhab auf der Löwenjagd einem unbekannten Mann das Leben, der sich später als der neue Pharao herausstellt. Trotz ihrer Tat werden sie wegen Majestätsbeleidigung angeklagt, vom Pharao jedoch begnadigt und in seine Dienste gestellt, Sinuhe als Leibarzt und Haremhab als Kommandant der Leibwache. Später erliegt Sinuhe den Reizen der wohlhabenden Edelprostituierten Nefer und überlässt ihr nach und nach seinen ganzen Besitz, wodurch er sich ihre Liebesdienste erhofft. Auch das Haus und das zukünftige Grab seiner Pflegeeltern überschreibt er Nefer, zum Entsetzen von Merit, einem Schankmädchen, das ihn wirklich liebt. Als Nefer ihn schließlich abweist, begibt er sich verarmt ins Elternhaus und erfährt von Kafta vom Freitod seiner Pflegeeltern. Verzweifelt versucht er im Haus des Todes, sie einbalsamieren zu lassen, was ihm gegen das Zugeständnis zugesichert wird, selbst Verstorbene einzubalsamieren, was als ehrlose Arbeit gilt. Nach Beendigung dieser Arbeit begräbt er seine Eltern im Tal der Könige. Gemeinsam mit Kafta bricht er dann auf, um Ägypten zu verlassen. In Griechenland, Babylon und anderen Regionen der damaligen bekannten Welt leben sie zunächst von Diebstahl, später von der ärztlichen Kunst Sinuhes, der diese zunehmend nur wohlhabenden Patienten anbietet. Auch ein verfeindeter Feldherr ist darunter, von dem Sinuhe ein Schwert aus dem neuartigen Metall Eisen als Gegenleistung erhält. Dieses bringt er nach Ägypten, um es Haremhab zu präsentieren und die Verwundbarkeit Ägyptens aufzuzeigen. Als der Pharao einen Verteidigungskrieg aus Pazifismus ablehnt, beschließen Haremhab und Sinuhe, den vermeintlich Wahnsinnigen zu vergiften, was sie schließlich ausführen. Daraufhin besteigt Haremhab als Feldherr den Pharaonenthron. 
Nach der Eröffnung der Schwester des getöteten Pharao, dass Sinuhe eigentlich rechtmäßiger Thronerbe sei, vermutet Haremhab ein Komplott Sinuhes und verbannt ihn ans Rote Meer, wo dieser seine Lebensgeschichte aufschreibt. 
Auch Merit und die inzwischen verarmte Nefer, die als Patientin zu ihm kommt, hatte Sinuhe nach seiner Rückkehr wieder getroffen.

## Auszeichnungen
Die Kameraarbeit in CinemaScope von Leon Shamroy wurde mit einer Oscar-Nominierung geehrt.

## Kritiken
- Grandioses Monumentalepos aus der Zeit der Pharaonen mit Liebe, Tod, Löwenjagd und vielfältigen melodramatischen Effekten. Prunkvolles Spektakel. (Wertung: 2½ Sterne = überdurchschnittlich) – Adolf Heinzlmeier und Berndt Schulz in Lexikon „Filme im Fernsehen“ (Erweiterte Neuausgabe). Rasch und Röhring, Hamburg 1990, ISBN 3-89136-392-3, S. 750–751

## DVD-Veröffentlichung
Die DVD ist am 26. November 2010 bei Winkler Film (Alive) erschienen. Sie enthält die deutsche und die englische Synchronfassung, weist eine gute Bildqualität auf und besitzt als Extras ein Wende-Cover, einige Texttafeln, einen deutschen Trailer und eine  Bildergalerie.